# Актинидиевые
Актини́диевые (лат. Actinidiaceae) — семейство двудольных растений, входящее в порядок Верескоцветные, включающее в себя три рода и около 360 видов.
Среди представителей семейства присутствуют маленькие деревья, кустарники и лианы, распространённые в Азии, Центральной и Южной Америке. Для растений семейства характерны относительно крупные очередные листья и располагающиеся в верхоцветных пазушных соцветиях цветки. Плод — ягода с мелкими семенами, реже коробочка. Ягодообразные плоды некоторых видов актинидии съедобны и известны под названием киви.

## Роды
- Actinidia Lindl. — Актинидия
- Clematoclethra (Franch.) Maxim. — Клематоклетра
- Saurauia Willd. — Заурауйя